# XL Airways Germany
XL Airways Germany (mã ICAO = GXL) là hãng hàng không, trụ sở ở Mörfelden, Đức. Hãng có dịch vụ chở khách thuê bao trong nước và quốc tế. Căn cứ chính của hãng ở Sân bay Düsseldorf, và các căn cứ khác ở Sân bay Bremen, Sân bay Stuttgart và Sân bay quốc tế Frankfurt.

## Lịch sử
XL Airways Germany được thành lập và bắt đầu hoạt động từ năm 2006. Hãng là 1 thành viên của XL Leisure Group cùng với 3 hãng chị em cùng mang tên XL Airways ở Pháp, Vương quốc Anh và Ireland.

## Đội máy bay
(Tháng 5/2008)
- 3 Airbus A320-200

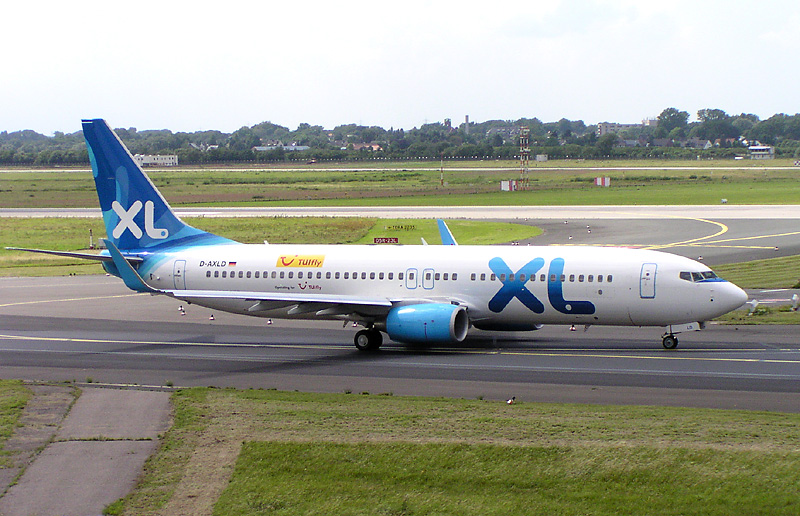
Máy bay Boeing 737-800 của XL Airways Germany.

- 5 Boeing 737-800 (2 bay cho Gulf Air và 1 bay cho TUIfly)

Tính tới tháng 10/2007, tuổi trung bình các máy bay của XL Airways Germany là 2.8 năm.